# نوکیا ۱۱۰۰
نوکیا ۱۱۰۰، ۱۱۰۱ و حتی ۱۱۰۸ تلفن‌های همراهی شبیه به هم و ساده  از نوکیا هستند با نمایشگر تک رنگ ۶۵×۹۶ پیکسل و برای کاربرانی طراحی شده‌اند که به قابلیت‌های پیشرفته‌تری غیر از تماس تلفنی، پیام کوتاه و آلارم ساعت نیاز ندارند. بیش از ۲۵۰ میلیون گوشی نوکیا ۱۱۰۰ از سال عرضه‌اش (۲۰۰۳) به فروش رفته‌است. این گوشی پرفروش‌ترین گوشی جهان است و تا مدتی پرفروش‌ترین وسیلهٔ الکترونیکی نیز بود. ساخت این گوشی در سال ۲۰۰۹ متوقف شده‌است.

## نوکیا ۱۱۰۱
۱۱۰۱ مدل نوآوری شده ای از ۱۱۰۰ می باشد و در مقایسه با این مدل ، تغییرات چندانی در گوشی حاصل نشده 
بر خلاف رنگ پس زمینه سبزی كه در ۱۱۰۰ ، كار شده بود در ۱۱۰۱ از رنگ سفید استفاده شده است ؛ در نتیجه خواندن نوشته ها در گوشی شما راحت تر شده است همچنین دستگاه مجهز به Wap browser ویرایش ۱/۱ می باشد و می‌توان دستگاه را به اینترنت متصل کرد كه یكی از تفاوت های این گوشی با ۱۱۰۰ است 
این مدل در ژوئن ۲۰۰۵ معرفی و در سپتامبر ۲۰۰۹ همراه با ۱۱۰۰ رسما از خط تولید خارج شد

## مشخصات
- شبکه: جی‌اس‌ام ۹۰۰ / ۱۸۰۰
- ابعاد: ۲۰×۴۶×۱۰۶ میلی‌متر
- وزن: ۸۶ گرم
- باتری: BL-۵C لیتیوم یون ۸۵۰ میلی‌آمپرساعت
- زمان آماده‌باش: ۴۰۰ ساعت
- زمان مکالمه: ۴ ساعت و ۳۰ دقیقه
- زنگ گوشی: مونوفونیک
- لرزاننده: دارد
- دفترچه تلفن: ۵۰ شماره
- گزارش تماس‌ها: ذخیره ۲۰ شماره گرفته‌شده، دریافت‌شده و از دست داده
- مجهز به بازیهای مار گرسنه و Space Impact
- اسکرین‌سیورهای عکسی و متحرک
- چراغ قوه
- صفحه‌ی نمایش مونوکروم